# Tammy Baldwin
Tammy Suzanne Green Baldwin (Madison, 11 de fevereiro de 1962) é uma política estadunidense que representa o estado de Wisconsin. É filiada ao Partido Democrata.
De 1986 a 1994 ocupou cargo eletivo no Conselho de Supervisores do Condado de Dane. De 1993 a 1999 fez parte da Assembleia Legislativa de Wisconsin, e posteriormente tomou lugar na Câmara dos Representantes dos Estados Unidos até início de 2013. Em setembro de 2011, Baldwin anunciou que seria candidata a senadora para suceder Herb Kohl que aposentou-se. Na eleição para o Senado federal pelo Wisconsin em 2012, saiu vitoriosa e tornou-se a primeira senadora abertamente gay dos Estados Unidos; cargo do qual ela tomou posse em 3 de janeiro de 2013.

## Primeiros anos
Tammy nasceu e cresecu em Madison (capital do estado de Wisconsin), filha de Pamela Green e Joseph Edward Baldwin. Tammy foi criada por sua mãe e seus avós maternos. Seu avô materno era judeu (filho de imigrantes da Rússia e Alemanha) e sua avó materna era uma anglicana oriunda da Inglaterra. Ela é prima de terceiro grau do ator e comediante Andy Samberg. Baldwin graduou-se na Madison West High School, em 1980, como a oradora oficial da classe. Ganhou um diploma de bacharel pela Smith College em 1984 e recebeu Juris Doctor em Direito pela Universidade do Wisconsin-Madison em 1989. Praticou advocacia entre 1989 e 1992.
Baldwin foi eleita pela primeira vez para ocupar um cargo político em 1986, quando foi eleita para o Conselho de Supervisores (Board of Supervisors) do condado de Dane, uma posição que ocupou até 1994. Ela também atuou por um ano na câmara municipal de Madison para preencher uma vaga de um distrito contíguo.
Por 15 anos, sua companheira foi Lauren Azar, até que o casal se separou em 2010. Em 2009, o casal estava registrado com união estável. Sobre sua homossexualidade, Baldwin disse que sair do armário foi uma coisa "muito assustadora, mas libertadora ao mesmo tempo".

## Assembleia do Estado de Wisconsin (1993-1999)

### Eleições
Em 1992, Baldwin se candidatou para ocupar um cargo na Assmbleia Legislativa de Wisconsin atrvés de 78º distrito, vencendo as eleições primárias com 43% dos votos. Na eleição geral, ela derrotou Mary Kay Baum (candidata pelo Labor and Farm Party) e Patricia Hevenor (candidata pelo Partido Republicano). Baldwin foi uma de seis candidatos a cargos políticos abertamente gays em todo o país que venceram a eleição geral de 1992. Foi reeleita em 1994 com 76% dos votos, e conseguiu um terceiro mandato com 71% dos votos em 1996.

### Mandato
Baldwin foi a primeira abertamente lésbica a ocupar uma cadeira na Assembleia de Wisconsin e foi uma dos poucos políticos declaradamente gays daquele tempo. Em 1993, Baldwin disse estar decepcionada com o compromisso do presidente democrata Bill Clinton em relação aos direitos LGBT por apoiar a política militar don't ask, don't tell (não pergunte, não conte). No início de 1994, propôs a legalização do casamento entre pessoas do mesmo sexo no Wisconsin. Em 1995, propôs uniões estáveis no Wisconsin.
Baldwin se opôs a pena de morte no Wisconsin.

### Comitês designados
- Comitê de Justiça Criminal[20]
- Comitê de Educação (presidente)[21]

## Casa dos Representantes dos Estados Unidos (1999-2013)

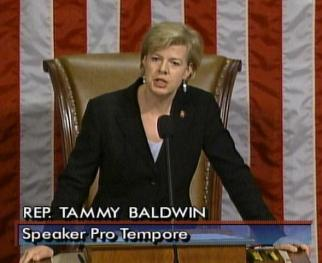
Tammy Baldwin presidindo a Câmara dos Representantes enquanto servia como Presidente Pro Tempore.

### Eleições
Em 1998, o representante dos EUA Scott Klug do segundo distrito congressional do Wisconsin, cujo é proveniente da cidade de Madison, anunciou que seria aposentado, promovendo Baldwin a disputar a vaga no Congresso. Ela venceu a fase das primárias (onde é decidido o candidato oficial pelo partido) com uma maioria de 37% dos votos Na eleição geral, ela conquistou a vaga por 53% dos votos contra 47% do republicano Josephine Musser
Baldwin tornou-se a primeira mulher eleita para o Congresso dos Estados Unidos por via do estado de Wisconsin, e também a primeira política abertamente homossexual eleita para o cargo.
Em 2000, foi reeleita para o segundo mandato com 51% contra 49% do republicano John Sharpless, uma diferença de 8 902 votos. Apesar de perder em oito dos nove condados do distrito, ela conseguiu o maior deles, o Condado de Dane, com 55% dos votos, o suficiente para a vitória.
Em 2002, conquistou um terceiro mandato no recentemente redesenhado segundo distrito com 66% de votos contra o repubicano Ron Greer. Em 2004, Baldwin superou o adversário Dave Magnum por 63% versus 37%. Em 2006, venceu uma revanche contra Magnum, conquistando 63% contra 37%. Em 2008, ela venceu com 69% contra 31% de Peter Theron. Em 2010, foi reeleita para um sétimo mandato com 62% dos votos contra Chad Lee.

### Mandato

#### Filosofia
Em outubro de 2012, Baldwin descreveu si própria como orgulhosa pelo progresso. Especificamente, ela disse, "Bob La Follette levantou-se para lutar contra os monopólios diários e queria que as pessoas tivessem uma voz mais forte. Temos os mesmos interesses poderosos, atualmente, que pensamos ser possível de escrever suas próprias regras em Washington ... Eu me considero uma progressista e uma lutadora que não tem medo de enfrentar esses interesses."
Em 2003, Baldwin serviu no comitê consultivo Progressive Majority, um grupo dedicado a eleger candidatos progressistas para cargos públicos.
Baldwin é membro da organização progressista liberal Congressional Progressive Caucus. Conforme uma pesquisa de 2011 do periódico estadunidende National Journal, Baldwin apresentou entre os membros mais liberais do Congresso. A partir de 2012, o resultado de Baldwin na votação colocou-a como uma das mais liberais no Congresso.
Em 01 de agosto de 2007, Baldwin assinou o H. Res. 333, um projeto de lei propondo o impeachment contra o vice-presidente Dick Cheney, e o H. Res. 589, um projeto de lei propondo o impeachment do procurador-geral Alberto Gonzales.

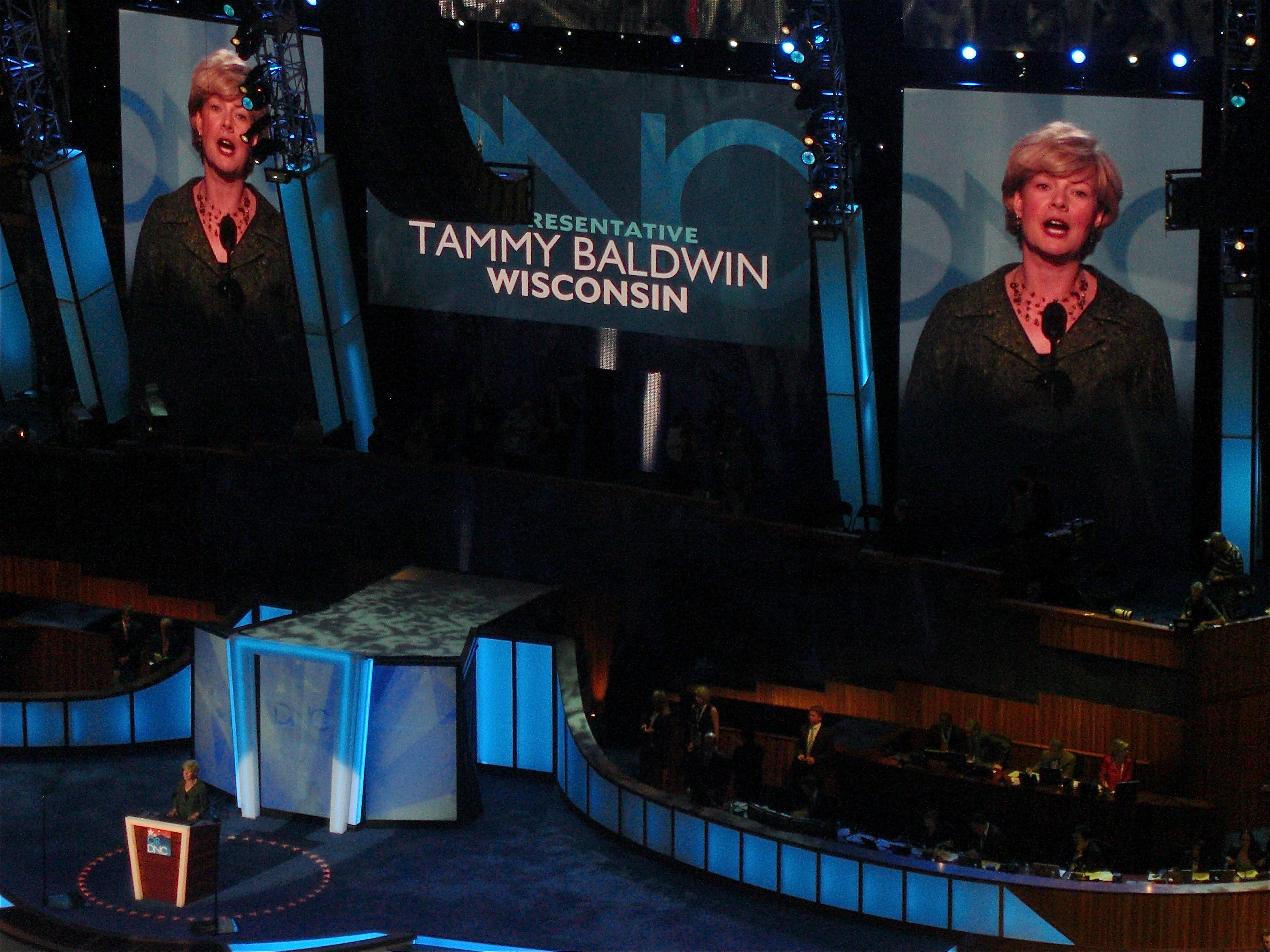
Baldwin discursando durante o segundo dia da Convenção Nacional Democrata de 2008 em Denver no estado do Colorado.

Durante a eleição presidencial de 2008, ela se comprometeu como superdelegada (membra do Colégio Eleitoral) para Hillary Clinton.

#### Invasão do Iraque
Em 10 de outubro de 2002, Baldwin estava entre os 133 membros da Câmara que votaram contra a autorização para a invasão do Iraque em 2003. Ela descreveu os "desafios do pós-guerra", dizendo "não há na história do Iraque um governo democrático", que esta "economia e infra-estrutura estão em ruínas, depois de anos de guerra e sanções", e que a reconstrução levaria "uma grande quantidade de dinheiro".

#### Assistência médica
Em 26 de julho de 2004, Baldwin falou na Convenção Nacional Democrata em horário nobre sobre a questão dos cuidados de saúde. Durante o 110º Congresso dos Estados Unidos, Baldwin foi autora de vários artigos da legislação que foram aprovadas pela Casa. O Reeve Paralysis Act autorizou mais fundos para o tratamento de doenças que resultam em imobilidade, enquanto o National Breast and Cervical Cancer Early Detection Program Act aumenta o financiamento para mulheres de baixa renda para receber exames preventivos. Outro projeto de lei de autoria dela, o Veteran Vision Equity Act, garante benefícios para veteranos de guerra.

#### Direitos das mulheres
Baldwin declarou seu apoio à leis como a Equal Pay Act (EPA) e votou a favor da Ledbetter Fair Pay Act. Esses atos criminalizam e delineam diretrizes de acusações e punições para a discriminação salarial baseada no sexo. Ela recebeu uma nota de 100 da Liga das Mulheres Eleitoras em 2007. Ela recebeu avaliações favoráveis de outros grupos de direitos civis, como a União Americana pelas Liberdades Civis.
A representante Baldwin também avançou no que ela vê como a aplicação de leis mais fortes contra a violência sexual e a violência contra as mulheres. Ela é uma defensora da Violence Against Women Act, que permitiu que as vítimas de violência sexual e outros crimes sexuais levassem seus casos para tribunais federais, bem como proporcionar financiamento para várias iniciativas anti-violência sexual e seus programas.

### Comitês atribuídos
- Comitê de Energia e Comércio
  - Subcomitê do Meio-Ambiente e Economia
  - Subcomitê da Saúde

## Histórico eleitoral
- Eleição para a Casa dos Representantes dos EUA de 1998 pelo 2º distrito congressional de Wisconsin
  - Tammy Baldwin (D), 53%
  - Josephine Musser (R), 47%

- Eleição para a Casa dos Representantes dos EUA de 2000 pelo 2º distrito congressional de Wisconsin
  - Tammy Baldwin (D) (inc.), 51%
  - John Sharpless (R), 49%

- Eleição para a Casa dos Representantes dos EUA de 2002 pelo 2º distrito congressional de Wisconsin
  - Tammy Baldwin (D) (inc.), 66%
  - Ron Greer (R), 34%

- Eleição para a Casa dos Representantes dos EUA de 2004 pelo 2º distrito congressional de Wisconsin
  - Tammy Baldwin (D) (inc.), 63%
  - Dave Magnum (R), 37%

- Eleição para a Casa dos Representantes dos EUA de 2006 pelo 2º distrito congressional de Wisconsin
  - Tammy Baldwin (D) (inc.), 63%
  - Dave Magnum (R), 37%

- Eleição para a Casa dos Representantes dos EUA de 2008 pelo 2º distrito congressional de Wisconsin
  - Tammy Baldwin (D) (inc.), 69%
  - Peter Theron (R), 31%

- Eleição para a Casa dos Representantes dos EUA de 2010 pelo 2º distrito congressional de Wisconsin
  - Tammy Baldwin (D) (inc.), 62%
  - Chad Lee (R), 38%

D-Partido Democrata
R-Partido Republicano
(inc.)-Incumbente, em exercício no cargo.